# Dvorana Komunalnega centra
Dvorana Komunalnega centra je sportska dvorana u slovenskom gradu Domžalama. U njoj svoje domaće utakmice igra KK Helios Domžale, koji se natječe u 1. slovenskoj košarkaškoj ligi i NLB ligi.